# Manang
Manang (nep. मनाङ, trl. Manāṁg, trb. Manang) – gaun wikas samiti w zachodniej części Nepalu w strefie Gandaki w dystrykcie Manang. Według nepalskiego spisu powszechnego z 2011 roku liczył on 131 gospodarstw domowych i 630 mieszkańców (257 kobiet i 373 mężczyzn).